# Chris Thompson (Schwimmer)
Christopher Lee „Chris“ Thompson (* 30. November 1978 in Roseburg, Oregon) ist ein ehemaliger Schwimmer aus den Vereinigten Staaten. Er gewann eine olympische Bronzemedaille. Bei Kurzbahnweltmeisterschaften erhielt er eine Silbermedaille und zwei Bronzemedaillen, bei Panamerikanischen Spielen bekam er eine Bronzemedaille. 

## Karriere
Thompson besuchte die Roseburg High School und danach die University of Michigan.
Bei den Pan Pacific Swimming Championships 1999 in Sydney siegte über 1500 Meter Freistil der Australier Grant Hackett vor dem Südafrikaner Ryk Neethling, dahinter belegte Thompson den dritten Platz. Im Jahr darauf bei den Olympischen Spielen 2000 in Sydney gewann Grant Hackett vor seinem Landsmann Kieren Perkins, Chris Thompson erkämpfte die Bronzemedaille in 14:56,81 Minuten mit 0,07 Sekunden Vorsprung vor dem Russen Alexei Filipez.
2001 bei den Weltmeisterschaften in Fukuoka fand zunächst der Wettbewerb über 800 Meter Freistil statt. Der Australier Ian Thorpe gewann vor Grant Hackett. Mit mehr als zehn Sekunden Rückstand auf die beiden Australier schlug der Brite Graeme Smith als Dritter an, Chris Thompson wurde Vierter vor Alexei Filipez. Über 1500 Meter Freistil siegte Hackett vor Smith und Filipez. Hinter dem Ukrainer Ihor Tscherwynskyj wurde Thompson Fünfter in 15:07,67 Minuten. Im April 2002 bei den Kurzbahnweltmeisterschaften in Moskau siegte über 1500 Meter Freistil Grant Hackett vor Chris Thompson und dem Italiener Christian Minotti. Mit der 4-mal-200-Meter-Freistilstaffel erhielt Thompson eine Bronzemedaille, da er im Vorlauf eingesetzt worden war. Im August 2002 fanden in Yokohama die Pan Pacific Swimming Championships statt. Grant Hackett siegte über 800 Meter Freistil vor den beiden Schwimmern aus den Vereinigten Staaten Larsen Jensen und Chris Thompson.
2003 nahm Thompson an den Panamerikanischen Spielen in Santo Domingo teil und belegte den dritten Platz über 1500 Meter Freistil hinter dem Venezolaner Ricardo Monasterio und Fran Crippen aus den Vereinigten Staaten. 2004 qualifizierte sich Thompson nicht für das Olympiateam. Bei den Kurzbahnweltmeisterschaften 2004 wurde er Achter über 1500 Meter Freistil. Im November 2004 belegte er bei den Weltmeisterschaften im Freiwasserschwimmen über 5 Kilometer den 22. Platz. Im Jahr darauf überstand Thompson bei den Weltmeisterschaften 2005 weder über 800 Meter Freistil noch über 1500 Meter Freistil die Vorläufe. 2006 wurde Thompson über 1500 Meter Freistil Sechster bei den Kurzbahnweltmeisterschaften in Shanghai. Für seinen Vorlaufeinsatz erhielt Thompson noch einmal eine Bronzemedaille in der 4-mal-200-Meter-Freistilstaffel.